# دهستان کانی شیرین
دهستان کانی شیرین نام دهستانی در بخش کرفتو شهرستان دیواندره، استان کردستان در ایران است. براساس سرشماری مرکز آمار ایران در سال ۱۳۸۵، جمعیت آن ۵۴۷۷ نفر (۱۰۹۸ خانوار) بوده‌است.